# Campionati europei di atletica leggera indoor 1989 - Marcia 5000 metri
La gara di marcia 5000 metri maschili  dei campionati europei di atletica leggera indoor 1989 si è tenuta il 19 febbraio.

## Risultati
| Pos. | Nome                   | Nazione          | Tempo    | Note                                     |
| ---- | ---------------------- | ---------------- | -------- | ---------------------------------------- |
| 1    | Michail Ščennikov      | Unione Sovietica | 18'35"60 | Record dei campionati                    |
| 2    | Roman Mrázek           | Cecoslovacchia   | 18'40"11 |                                          |
| 3    | Giovanni De Benedictis | Italia           | 18'43"45 |                                          |
| 4    | Pavol Blažek           | Cecoslovacchia   | 18'55"78 |                                          |
| 5    | Sándor Urbanik         | Ungheria         | 19'50"87 |                                          |
| 6    | Jaime Barroso          | Spagna           | 19'56"97 | Miglior prestazione personale            |
| 7    | Vjačeslav Ivanenko     | Unione Sovietica | 20'11"32 | Miglior prestazione personale            |
| 8    | José Urbano            | Portogallo       | 20'17"12 | Miglior prestazione personale stagionale |
| 9    | Martin Toporek         | Austria          | 22'11"59 | Miglior prestazione personale stagionale |
| 10   | Uffe Mathiesen         | Danimarca        | 23'12"72 | Miglior prestazione personale            |
| 11   | Mogens Corfitz         | Danimarca        | 23'20"37 | Miglior prestazione personale            |
|      | Jimmy McDonald         | Irlanda          | dnf      |                                          |
|      | Walter Arena           | Italia           | dq       |                                          |
|      | Jan Staaf              | Svezia           | dq       |                                          |